# Katrin Griesser
Katrin Griesser (* 2. August 1977 in Villach) ist eine österreichische Schauspielerin.

## Leben und Karriere
Griesser studierte in den 1990er Jahren am Franz Schubert Konservatorium in Wien, wo sie 1998 ihr Diplom als Schauspielerin bekam.
Von 2007 bis 2009 war Griesser in der Telenovela Wege zum Glück als Sophie Gravenberg geb. Nowak zu sehen.
Neben ihrer Schauspielerei arbeitet sie als Rechtsanwaltsfachangestellte in einer Kanzlei in Illertissen.

## Filmografie (Auswahl)
- 1997: Knickerbockerbande
- 1998: Schloßhotel Orth
- 1998: Julia – Eine ungewöhnliche Frau
- 2003: Schuldig! Schicksale vor Gericht
- 2007–2009: Wege zum Glück